# 闲聊 (电视节目)
《闲聊》（英語：The Chew）是ABC电视网于2011年9月26日至2018年6月28日日间时段播出的一档以烹饪为主题的谈话节目。《闲聊》取代了该时段早期播出的肥皂剧《我的孩子们》而成为ABC电视网日间时段节目的一部分。《闲聊》的节目名字来自同台节目《观点》，但《闲聊》所关注的重点是美食和生活风格，而不是当日的新闻。
2015年4月，《闲聊》的五位节目支持人获得了当年的日间时段艾美奖最佳资讯类谈话节目主持人。
2018年5月23日，ABC电视网宣布该节目将在第七季完结。最后一次录制的现场在2018年6月15日播出，但预先录制的内容却一直播出到6月28日，而重播则直至9月7日结束。《早安美国》的品牌拓展节目《GMA日》（最终更名为《斯特拉罕、萨拉和可可》）在9月10日星期一正式取代《闲聊》播出。

## 奖项提名
| 年     | 奖             | 奖项                   | 被提名者                           | 结果 |
| ------ | -------------- | ---------------------- | ---------------------------------- | ---- |
| 2014年 | 日间时段艾美奖 | 最佳谈话或资讯类节目   | 《闲聊》                           | 提名 |
| 2015年 | 日间时段艾美奖 | 最佳谈话或资讯类节目   | 《闲聊》                           | 提名 |
| 2015年 | 日间时段艾美奖 | 最佳资讯谈话节目主持人 | 巴塔利 / 霍尔 / 凯利 / 奥兹 / 西蒙 | 獲獎 |
| 2016年 | 日间时段艾美奖 | 最佳谈话或资讯类节目   | 《闲聊》                           | 獲獎 |
| 2016年 | 日间时段艾美奖 | 最佳资讯谈话节目主持人 | 巴塔利 / 霍尔 / 凯利 / 奥兹 / 西蒙 | 提名 |
| 2017年 | 日间时段艾美奖 | 最佳谈话或资讯类节目   | 《闲聊》                           | 提名 |
| 2018年 | 日间时段艾美奖 | 最佳谈话或资讯类节目   | 《闲聊》                           | 提名 |